# Willem Bon
Willem Frederik Bon (Amsterdam, 18 mei 1904 – Loenen aan de Vecht, 1990) was een Nederlands filmmaker, biochemicus en kunstenaar. In 1929 werd hij lid van De Nederlandsche Filmliga en nam de functie van secretaris van de Amsterdamse afdeling over van Menno ter Braak.

## Loopbaan
In 1929 assisteerde Bon Joris Ivens bij de film Wij bouwen. Vanaf 1930 maakte hij met onder meer John Fernhout, Mark Kolthoff en Joop Huisken deel uit van de zogenaamde Studio Joris Ivens. Bon behoorde tot degenen onder Ivens' leerlingen die meer in vormexperimenten dan in politieke documentaires geïnteresseerd waren. Zo regisseerde Bon onder meer de formele films Stad (1929), Is er overeenkomst tusschen klank, rythme en kleurafwisseling?  (1932) en Kleur- en vormafwisseling op Choo-Choo Jazz (1932). Voor de Studio Joris Ivens produceerde Bon in 1930 Boek,  een opdrachtfilm voor de Nederlandse Uitgeversbond. Samen met Frans Dupont richtte Bon in 1932 de Film-Technische Leergang Amsterdam (FTL) op. Onder zijn leerlingen bevond zich de cineast Emiel van Moerkerken (1916 - 1995). In 1934 produceerde Bon de science fiction film Blokkade. Deze experimentele film is de enige film uit de jaren 30 die volledig van Nederlandse bodem was.

## Kinderen
Bon had een muzikaal nageslacht; van zijn acht kinderen waren er vier musicus: de pianist, componist en bewerker Maarten Bon, de dirigent en componist Willem Frederik Bon, de pianiste Marja Bon en de violiste Charlotte Bon.